# HMS Dolphin (1751)
Дельфін (англ. HMS Dolphin) — британський 24-гарматний фрегат другої половини 18 століття. Перший корабель, який здійснив навколосвітню мандрівку двічі — спершу під командуванням Джона Байрона, потім Самюела Волліса . Побудований в 1751 році. До 1764 використовувався як дослідницький корабель. Служив до 1777 року, потім розібраний.

## Семирічна війна
Після початку Семирічної війни «Дельфін» був мобілізований в Королівський флот, з присвоєнням 6 рангу. У 1756 році був присутній в битві біля Менорки, під загальним командуванням адмірала Джона Бінга, але в активних бойових діях участі не брав.
В ніч з 24 на 25 листопада 1757 року спільно з HMS Hussar потопив французький 50-гарматний Alcyon .

## Перше навколосвітнє плавання
Після закінчення Семирічної війни в 1763 році Велика Британії зосередилася на зміцненні нових володінь і продовжувала розширювати свій вплив по всьому світу за рахунок інших держав. З першими дослідженнями Тихого океану виник інтерес до нього як нового шляху в Ост-Індію. Інтерес до дослідження посилювався теорією про те, що в південних широтах повинен бути новий континент, так звана лат. Terra Australis Incognita.
Для дослідження Південної півкулі був обраний «Дельфін», йому надали шлюп HMS Tamar і судно постачання Florida.
Капітаном «Дельфіна» в першому плаванні був призначений Джон Байрон, досвідчений 42-річний моряк. Навколосвітнє плавання «Дельфіна» було найшвидшим на той момент і зайняло менше двох років (мандрівка тривала з червня 1764 року по травень 1766). Протягом цієї подорожі він проголосив Фолклендські острови власністю Британії у 1765 році, спираючись на право першовідкривача. Пізніше Байрон відкрив острови Туамоту, Токелау та Гілберта, а також відвідав Тініан, що належить до групи Маріанських островів.

## Друге навколосвітнє плавання
Друге навколосвітнє плавання відбулося в 1766—1767 роках під командуванням Самюела Волліса . «Дельфін» вийшов у супроводі шлюпа HMS Swallow під командуванням Філіпа Картерета, який брав участь в плаванні Байрона. . При проході Магелланової протоки кораблі загубилися і фрегат продовжив шлях самостійно. У червні 1767 року він досяг островів Таїті, назвавши їх на честь короля Георга III. Незабаром Волліс досяг голландської Батавії, де багато членів команди померли від дизентерії. Потім через мис Доброї Надії повернувся в Англію в травні 1768 року